# Nicolaus Benedicti
Nicolaus Benedicti, född 26 juli 1594, död 25 oktober 1666 i Hjorteds socken, var en svensk präst.

## Biografi
Nicolaus Benedicti (Lincopensis) föddes 1594 och prästvigdes 2 augusti 1622. Han blev sedan huspredikant hos Göran Soop på Erde i Närke. Benedicti blev 1641 kyrkoherde i Hjorteds församling. Han avled 1666 i Hjorteds socken.
Benedicti gifte sig 5 juli 1929 med Ingrid Hemmingsdotter (1615–16667), som var dotter till kyrkoherden i Askeryds socken. Den fick tillsammans barnen Marina, Anna, Catharina, Ingrid, Benedictus Nicolai Hjort (1632–1681), Georgius (1639–1672), Per (född 1642) och Helena (född 1650). Barnen antog efternamnet Hjort.